# Murina beelzebub
Murina beelzebub är en fladdermus i familjen läderlappar som förekommer i Sydostasien. Arten beskrevs 2011 av bland andra den ungerske zoologen Gábor Csorba. Artepitetet syftar på demonen Beelzebub. Namnet valdes på grund av artens svarta pälsfärg. Dessutom är Beelzebub även känd som "Flugornas herre" vilket i artnamnet hänvisar till fladdermusens föda. Arten är en av 126 nya arter som upptäckts i Mekong-regionen i provinserna Quang Tri och Gia Lai i centrala Vietnam som beskrevs 2011.

## Utseende
Artens underarmar är 34 till 36 mm långa. Håren som bildar ovansidans päls är främst svarta med ett kort avsnitt som är grå. Dessutom är vid bakkroppen några silverfärgade hår inblandade. På undersidan har håren nära roten en mörkbrun färg och hårens spetsar är vita. Även baksidan av de bakre extremiteterna och svansflyghudens ovansida är täckta av mörk päls. På undersidan av svansflyghuden finns däremot vita hår. Arten saknar en hjässkam (Crista sagittalis). I motsats till nära besläktade arter (undantag Murina cineracea) har Murina beelzebub i gula eller röda nyanser i pälsen. Murina cineracea har en ljusare päls och en liten hjässkam. Vuxna exemplar är 40 till 49 mm långa (huvud och bål), har en 33 till 45 mm lång svans och väger i genomsnitt 5,5 g. Ansiktet kännetecknas av rörformiga nakna näsborrar.

## Utbredning
Arten är endast känd från några naturreservat i centrala och södra Vietnam, nämligen i naturreservaten i Bac Huong Hoa, Ngoc Linh, i bergsområdet Kon Ka Kinh och i Ba To-området. Den lever i låglandet och i bergstrakter upp till 1600 meter över havet. Individer fångades med hjälp av slöjnät i skogar i närheten av vattendrag.

## Bevarandestatus
Skogsröjningar skulle påverka beståndet negativ. Hela populationens storlek är okänd. IUCN listar arten med kunskapsbrist (DD).